# Parnaso venezolano
El Parnaso venezolano: colección de poesías de autores venezolanos desde mediados del siglo XVIII hasta nuestros días, presidida de una introducción acerca del origen y progreso de la poesía en Venezuela es una antología poética recopilada por el escritor venezolano Julio Calcaño y publicada en 1892. El libro marcó un hito en la historia de la literatura venezolana al tratarse del primer intento logrado de presentar una colección de la poesía más destacada escrita en el país desde la Colonia Española hasta la fecha.
Entre los poetas incluidos se encuentran algunos de los nombres más reconocidos de ese lapso de tiempo, tales como Andrés Bello, Fermín Toro, Juan Vicente González, Vicente Salias (autor del himno nacional), Cecilio Acosta, y muchos más.

## Contenido
Luego de dedicar el libro a la Real Academia Española, Calcaño expone en la introducción los criterios que motivaron esta compilación. Reseña los inicios de la poesía venezolana y por qué, a su juicio, la misma no se desarrolló durante los primeros siglos de la colonización española de la misma manera que en los virreinatos de Nueva España y del Perú. Sin embargo, la ciudad de Caracas se convirtió en centro de una gran vida intelectual hacia finales de los años 1790. La visita en 1806 de Juan Bautista Arriaza influenció sobremanera las tertulias literarias que se llevaban a cabo en la residencia de Francisco Javier Ustáriz, a las que solían concurrir Andrés Bello y Domingo Navas Spínola. La incipiente producción de poesías y traducciones de autores extranjeros, si bien tenían deficiencias, logró algunos ejemplos dignos de mención.
El ámbito artístico y literario continuó desarrollándose durante la invasión napoleónica de España, logrando atraer un público devoto y alcanzando tintes cada vez más patrióticos en la víspera de la guerra independentista. Al término de dicha contienda, se propiciaron las condiciones para un rebrote del quehacer literario. La nueva poesía republicana que surgió luego de 1830 estuvo inicialmente marcada por el romanticismo, pero colisionó con otros movimientos literarios que surgieron como respuesta. Calcaño considera que la poesía, en general, había alcanzado para el momento de la publicación del libro ciertas características que dejan atrás el clasicismo y el romanticismo, y que por el desarrollo de los medios de comunicación había establecido lazos con sus pares de otros países.
Según Calcaño, esta es la primera antología en incluir a Domingo del Monte y a José Antonio Echeverría. La única poetisa incluida es María Josefa de los Ángeles Paz y Castillo. Así mismo, el compilador le dio prioridad a la poesía de carácter vulgar, considerando que ésta refleja de mejor manera la idiosincrasia venezolana y la de cualquier grupo social. El índice lo componen 59 autores ordenados de manera cronológica, una breve reseña biográfica y uno o varios poemas seleccionados de cada uno. 

### Lista
| Nombre                                         | Títulos                                   |
| ---------------------------------------------- | ----------------------------------------- |
| Vicente Tejera                                 | «Paráfrasis del Miserere»                 |
| Vicente Tejera                                 | «El aborto»                               |
| Sor María Josefa de los Ángeles Paz y Castillo | «Anhelo»                                  |
| José Luis Ramos                                | «Oda de Horacio»                          |
| Andrés Bello                                   | «A la agricultura de la zona tórrida»     |
| Andrés Bello                                   | «La victoria de Bailén»                   |
| Andrés Bello                                   | «Égloga»                                  |
| Andrés Bello                                   | «Miserere»                                |
| Andrés Bello                                   | «La oración por todos»                    |
| Andrés Bello                                   | «A la nave»                               |
| Antonio Ros de Olano                           | «La idea»                                 |
| Antonio Ros de Olano                           | «El dolor»                                |
| Antonio Ros de Olano                           | «Caracas»                                 |
| Domingo del Monte                              | «Epístola á Elicio Cundamarco»            |
| Domingo del Monte                              | «El Veguero»                              |
| Domingo del Monte                              | «Elegías de Monti»                        |
| Domingo del Monte                              | «Su voz»                                  |
| José Antonio Maitín                            | «Canto fúnebre»                           |
| José Antonio Maitín                            | «El hogar campestre»                      |
| José Antonio Maitín                            | «Las orillas del río»                     |
| José Hermenegildo García                       | «La muerte de Ricaurte»                   |
| José Hermenegildo García                       | «A la luna»                               |
| Fermín Toro                                    | «Oda a la zona tórrida»                   |
| Fermín Toro                                    | «Canto a la Conquista»                    |
| Fermín Toro                                    | «Poesía a Carmen»                         |
| Fermín Toro                                    | «Las antigüedades americanas»             |
| Fermín Toro                                    | «La esclavitud»                           |
| Fermín Toro                                    | «A la ninfa del Anauco»                   |
| Luis Alejandro Blanco                          | «A Cumaná»                                |
| Juan Vicente González                          | «Amor y paz»                              |
| Juan Vicente González                          | «Una tarde en Caracas»                    |
| Fernando Antonio Díaz                          | «Elegía»                                  |
| Fernando Antonio Díaz                          | «Al Teniente Coronel B. Paz del Castillo» |
| Rafael María Baralt                            | «A Cristóbal Colón»                       |
| Rafael María Baralt                            | «Sus labios»                              |
| Rafael María Baralt                            | «La inspiración»                          |
| Rafael María Baralt                            | «A una señorita»                          |
| Rafael María Baralt                            | «A un plagiario»                          |
| Rafael María Baralt                            | «La Batalla de Ayacucho»                  |
| Rafael María Baralt                            | «A un ingenio de estos tiempos»           |
| Rafael María Baralt                            | «La Anunciación»                          |
| Rafael María Baralt                            | «Oda a la desesperación de Judas»         |
| Cristóbal Mendoza                              | «A Flavinio»                              |
| Rafael Arvelo                                  | «En el álbum de Elena, Anacreóntica»      |
| Rafael Arvelo                                  | «Ave María»                               |
| José Antonio Echeverría                        | «Oda a la Infanta de Castilla»            |
| José Antonio Echeverría                        | «A una nube»                              |
| José Antonio Echeverría                        | «Reconciliación»                          |
| José Heriberto García de Quevedo               | «A Cristóbal Colón»                       |
| José Heriberto García de Quevedo               | «A Italia, oda»                           |
| José Heriberto García de Quevedo               | «A Pío IX»                                |
| José Heriberto García de Quevedo               | «Oda a la Libertad»                       |
| José Heriberto García de Quevedo               | «A Caracas»                               |
| José Heriberto García de Quevedo               | «Meditación»                              |
| Gerónimo E. Blanco                             | «Ribas»                                   |
| Gerónimo E. Blanco                             | «El talento»                              |
| Gerónimo E. Blanco                             | «Magnificat anima mea»                    |
| Cecilio Acosta                                 | «La casita blanca»                        |
| Cecilio Acosta                                 | «La gota de rocío»                        |
| Cecilio Acosta                                 | «Epitafio»                                |
| Cecilio Acosta                                 | «A la Libertad»                           |
| Cecilio Acosta                                 | «Madrigal»                                |
| Cecilio Acosta                                 | «El véspero»                              |
| Juan Crisóstomo Falcón                         | «A mi caballo»                            |
| Félix Soublette                                | «La gloria de Páez»                       |
| Félix Soublette                                | «Pasión y muerte»                         |
| Abigaíl Lozano                                 | «A Barquisimeto»                          |
| Abigaíl Lozano                                 | «Crepúsculos»                             |
| Abigaíl Lozano                                 | «Dios»                                    |
| Abigaíl Lozano                                 | «A la noche»                              |
| Abigaíl Lozano                                 | «Julio Arboleda»                          |
| Abigaíl Lozano                                 | «La Biblia»                               |
| Abigaíl Lozano                                 | «A Soledad»                               |
| Abigaíl Lozano                                 | «Napoleón»                                |
| Abigaíl Lozano                                 | «A Valencia»                              |
| Pedro José Hernández                           | «Querella de un triste»                   |
| Pedro José Hernández                           | «A la muerte de José Antonio Jones»       |
| Pedro José Hernández                           | «El gemido de la tarde»                   |
| Pedro José Hernández                           | «Tus ojos»                                |
| Carlos Mendoza                                 | «Tempestad y calma»                       |
| Felipe Esteves                                 | «Mis tres perlas»                         |
| Felipe Esteves                                 | «A un amigo poeta»                        |
| José María Ortega Martínez, padre              | «Ley divina»                              |
| José María Ortega Martínez, padre              | «La tarde»                                |
| José María Ortega Martínez, padre              | «A D. Diego Jugo Ramírez»                 |
| José María Ortega Martínez, padre              | «Tántalo»                                 |
| José María Núñez de Cáceres                    | «Idilio»                                  |
| José María Núñez de Cáceres                    | «Sonetos a Petrona»                       |
| José Ramón Yepes                               | «La media noche»                          |
| José Ramón Yepes                               | «La ramilletera»                          |
| José Ramón Yepes                               | «Balada marina»                           |
| José Ramón Yepes                               | «La canción de los suspiros»              |
| José Ramón Yepes                               | «La golondrina»                           |
| José Ramón Yepes                               | «Niebla a María Luisa Álvarez»            |
| José Ramón Yepes                               | «Himno epitalámico»                       |
| José Ramón Yepes                               | «¡Tardas!»                                |
| José Ramón Yepes                               | «Pastoril»                                |
| José Ramón Yepes                               | «A la estrella de la tarde»               |
| José Ramón Yepes                               | «A una sensitiva»                         |
| Jesús María Sistiaga                           | «El arriero y el peregrino»               |
| Jesús María Sistiaga                           | «El oso hormiguero y las hormigas»        |
| Jesús María Sistiaga                           | «La vida en Río Chico»                    |
| Jesús María Sistiaga                           | «Los cachicamos y las lapas»              |
| Jesús María Sistiaga                           | «La enfermedad local»                     |
| Jesús María Sistiaga                           | «Una corrida de toro»                     |
| Francisco Aranda y Ponte                       | «Oda XXIII de Horacio, libro I»           |
| José María Salazar                             | «Al mar»                                  |
| José María Salazar                             | «César»                                   |
| José María Salazar                             | «Víctor Hugo»                             |
| José María Salazar                             | «El pensamiento»                          |
| Juan Bautista Calcaño y Paniza                 | «¡Qué felices son los muertos!»           |
| Juan Bautista Calcaño y Paniza                 | «¿Sabes quién es?»                        |
| Juan Bautista Calcaño y Paniza                 | «Edad Media»                              |
| Juan Bautista Calcaño y Paniza                 | «Del intermezzo»                          |
| Eloy Escobar                                   | «Lira al duelo de Andalucía»              |
| Eloy Escobar                                   | «El castillo derruido»                    |
| Eloy Escobar                                   | «A la muerte de Arístides Calcaño»        |
| Eloy Escobar                                   | «Elegía»                                  |
| Eloy Escobar                                   | «A San Vicente de Paúl»                   |
| Eloy Escobar                                   | «A Carmen»                                |
| Eloy Escobar                                   | «El genio del Libertador»                 |
| Eloy Escobar                                   | «Adiós a Lola»                            |
| Eloy Escobar                                   | «Elegía»                                  |
| Eloy Escobar                                   | «A orillas del mar»                       |
| Domingo Narciso Marínez                        | «A Heredia»                               |
| Ramón Isidro Montes                            | «El botón de Rosa y la rosa»              |
| José Antonio Calcaño                           | «El loco de la montaña»                   |
| José Antonio Calcaño                           | «Homenaje a la Real Academia Española»    |
| José Antonio Calcaño                           | «La humildad»                             |
| José Antonio Calcaño                           | «En la orilla del mar»                    |
| José Antonio Calcaño                           | «Nostalgia»                               |
| José Antonio Calcaño                           | «Sola spes»                               |
| José Antonio Calcaño                           | «El Tasso»                                |
| José Antonio Calcaño                           | «La siega»                                |
| José Antonio Calcaño                           | «No me hables de la vida»                 |
| José Antonio Calcaño                           | «La levita negra»                         |
| José Antonio Calcaño                           | «Las campanas de la tarde»                |
| Manuel Norberto Vetancourt                     | «A Cumaná»                                |
| Manuel Norberto Vetancourt                     | «Berruecos»                               |
| Mariano Arístides Calcaño                      | «Melodías hebreas»                        |
| Mariano Arístides Calcaño                      | «Mis gorriones»                           |
| Mariano Arístides Calcaño                      | «Madrigal»                                |
| Mariano Arístides Calcaño                      | «Las nubes»                               |
| Mariano Arístides Calcaño                      | «Visión»                                  |
| Mariano Arístides Calcaño                      | «Fragmento de una leyenda»                |
| Mariano Arístides Calcaño                      | «Dolora»                                  |
| Mariano Arístides Calcaño                      | «Barcarola»                               |
| Mariano Arístides Calcaño                      | «Adiós»                                   |
| Mariano Arístides Calcaño                      | «Luz y tinieblas»                         |
| Ermelindo Rivodó                               | «A orillas de un arroyo»                  |
| Ermelindo Rivodó                               | «La luna que asoma»                       |
| Ermelindo Rivodó                               | «La flor del abrojo»                      |
| Ermelindo Rivodó                               | «Las dos flores»                          |
| Ermelindo Rivodó                               | «Un árbol seco»                           |
| Amenodoro Urdaneta                             | «El campo»                                |
| Heraclio Martín de La Guardia                  | «América»                                 |
| Heraclio Martín de La Guardia                  | «Caos»                                    |
| Heraclio Martín de La Guardia                  | «El siglo presente»                       |
| Heraclio Martín de La Guardia                  | «Una noche en La Habana»                  |
| Heraclio Martín de La Guardia                  | «Nocturno»                                |
| Heraclio Martín de La Guardia                  | «Fuego bajo ceniza»                       |
| Heraclio Martín de La Guardia                  | «La América del Norte»                    |
| Heraclio Martín de La Guardia                  | «Poder de amor»                           |
| Heraclio Martín de La Guardia                  | «Gotas de rocío»                          |
| Heraclio Martín de La Guardia                  | «Noche»                                   |
| Luis Camilo Calcaño                            | «A una concha»                            |
| Luis Camilo Calcaño                            | «Recuerdo, a Graziela»                    |
| Luis Camilo Calcaño                            | «Meditación»                              |
| Luis Camilo Calcaño                            | «El canto del prisionero»                 |
| Manuel María Fernández                         | «Padilla»                                 |
| Manuel María Fernández                         | «¡Líbreme Dios!»                          |
| Manuel María Fernández                         | «Consejos esdrújulos»                     |
| Manuel María Fernández                         | «Mi candidato»                            |
| Manuel María Fernández                         | «El sainete de la vida»                   |
| Manuel María Fernández                         | «A través de los vidrios»                 |
| Juan Vicente Camacho                           | «Los tres enigmas»                        |
| Juan Vicente Camacho                           | «Última luz»                              |
| Juan Vicente Camacho                           | «Desdeñosa»                               |
| Juan Vicente Camacho                           | «A mi hijita de cinco años»               |
| Domingo Ramón Hernández                        | «Al firmamento»                           |
| Domingo Ramón Hernández                        | «La poesía»                               |
| Domingo Ramón Hernández                        | «Arrullo de las palomas»                  |
| Domingo Ramón Hernández                        | «Arístides Calcaño»                       |
| Domingo Ramón Hernández                        | «Alas de mariposa»                        |
| Domingo Ramón Hernández                        | «En la tumba de Amelia»                   |
| Domingo Ramón Hernández                        | «A una fuente»                            |
| Domingo Ramón Hernández                        | «A Enrique, epístola»                     |
| Domingo Ramón Hernández                        | «Al río Caurimare»                        |
| Domingo Ramón Hernández                        | «A la estatua de Bolívar»                 |
| Domingo Ramón Hernández                        | «La niebla»                               |
| Domingo Ramón Hernández                        | «Canto de la golondrina»                  |
| Francisco Guaicaipuro Pardo                    | «Alma mater»                              |
| Francisco Guaicaipuro Pardo                    | «Porvenir de América»                     |
| Francisco Guaicaipuro Pardo                    | «Soledad»                                 |
| Francisco Guaicaipuro Pardo                    | «Luz del alma»                            |
| Francisco Guaicaipuro Pardo                    | «Páez»                                    |
| Francisco Guaicaipuro Pardo                    | «A México»                                |
| Francisco Guaicaipuro Pardo                    | «A la Virgen María»                       |
| Francisco Guaicaipuro Pardo                    | «A la libertad»                           |
| Francisco Guaicaipuro Pardo                    | «Introducción de un poema a Venezuela»    |
| Andrés Antonio Silva                           | «El ruiseñor a la luna»                   |
| Vicente Antonio Rendón                         | «Jehováh»                                 |
| Jesús María Morales Marcano                    | «Oda de Horacio al pueblo romano»         |
| Jesús María Morales Marcano                    | «Oda de Horacio a Pirra»                  |
| Jesús María Morales Marcano                    | «Oda de Horacio a su criado»              |
| Juan Vicente Mendible                          | «En la muerte de mi esposa»               |
| Vicente Coronado                               | «El cóndor»                               |
| Vicente Coronado                               | «La última luz»                           |
| Vicente Coronado                               | «La rosa blanca»                          |
| Vicente Coronado                               | «La ley de amor»                          |
| Vicente Coronado                               | «La revelación»                           |
| Vicente Coronado                               | «El laurel de la discordia»               |
| Eduardo Calcaño                                | «Caridad»                                 |
| Eduardo Calcaño                                | «Vox populi»                              |
| Eduardo Calcaño                                | «El rocío y el lodo»                      |
| Eduardo Calcaño                                | «La Doncella de Orleans»                  |
| Eduardo Calcaño                                | «Satanás»                                 |
| Eduardo Calcaño                                | «Epitalamio»                              |
| Eduardo Calcaño                                | «Una limosna»                             |
| Eduardo Calcaño                                | «Sacra navis»                             |
| Eduardo Calcaño                                | «El cómplice»                             |
| Eduardo Calcaño                                | «El Teniente Calderón»                    |
| Eduardo Calcaño                                | «Lux facta est»                           |
| Pablo José Arocha                              | «Los piragüeros»                          |
| Pablo José Arocha                              | «Anémona»                                 |
| Pablo José Arocha                              | «La profesa»                              |
| Pablo José Arocha                              | «Llorar por un hijo»                      |
| Pablo José Arocha                              | «Barcarola»                               |
| Pedro Arismendi Brito                          | «No todo era sueño»                       |
| Pedro Arismendi Brito                          | «Madrigales»                              |
| Pedro Arismendi Brito                          | «Lección de flores»                       |
| Pedro Arismendi Brito                          | «Luz de sombra»                           |
| Elías Calixto Pompa                            | «La nave de la vida»                      |
| Elías Calixto Pompa                            | «Estudia, trabaja, descansa»              |
| Elías Calixto Pompa                            | «¿Dónde está Dios»                        |
| Marco Antonio Saluzzo                          | «¡Libertad!»                              |
| Marco Antonio Saluzzo                          | «Mens divinior, a Víctor Hugo»            |
| Marco Antonio Saluzzo                          | «A una adúltera»                          |
| Marco Antonio Saluzzo                          | «Multa paucis»                            |
| Juan José Breca                                | «A La Guaira»                             |
| Juan José Breca                                | «Mis ángeles no vienen»                   |
| Simón Calcaño                                  | «Las tres almas»                          |
| Simón Calcaño                                  | «La muerte del poeta»                     |
| Simón Calcaño                                  | «Miguel Grau»                             |
| Simón Calcaño                                  | «A Polonia»                               |
| Simón Calcaño                                  | «A mis hijas»                             |
| Simón Calcaño                                  | «Quisiera despertar»                      |
| Simón Calcaño                                  | «Pesca»                                   |
| Domingo Santos Ramos                           | «El pensamiento»                          |